# Yūki Mutō
Yūki Mutō (jap. 武藤 雄樹, Mūto Yūki; * 7. November 1988 in Zama, Präfektur Kanagawa) ist ein japanischer Fußballspieler.

## Karriere

### Verein
Mutō begann mit dem Fußball während seiner Grundschulzeit, wo er für den FC Sirius spielte, dann während der Mittelschule für den FC Shōnan Junior Youth, sowie später für die Fußballmannschaft der Busō-Oberschule in Yokohama, die eine Vielzahl an Profisportlern hervorbrachte. Anschließend begann er ein Studium an der Ryūtsū-Keizai-Universität und spielte für deren Fußballmannschaft, die zu diesem Zeitpunkt in der Japan Football League beheimatet war. Am 17. September 2011 hatte er sein erstes Spiel in der J. League für den Erstligisten Vegalta Sendai. 2015 wurde er von den Urawa Red Diamonds verpflichtet. 2016 gewann er mit dem Verein den J. League Cup. Das Finale gegen Gamba Osaka gewann man im Elfmeterschießen. Die AFC Champions League gewann er mit Urawa 2017. Hier setzte man sich im Finale gegen den Vertreger aus Saudi-Arabien al-Hilal durch. Den Kaiserpokal gewann er 2018, als man im Finale Vegalta Sendai mit 1:0 schlug. Nach 199 Erstligaspielen wechselte er im August 2021 zum Ligakonkurrenten Kashiwa Reysol.

### Nationalmannschaft
2015 debütierte er für die japanische Fußballnationalmannschaft. Mit der japanischen Nationalmannschaft qualifizierte er sich für die Fußball-Ostasienmeisterschaft 2015.

## Erfolge
Urawa Red Diamonds
- AFC-Champions-League-Sieger: 2017
- Japanischer Ligapokalsieger: 2016
- Japanischer Pokalsieger: 2018